# Петер Попович
Петер Попович (швед. Peter Popovic, нар. 10 лютого 1968, Чепінг) — колишній шведський хокеїст, що грав на позиції захисника.

## Ігрова кар'єра
Професійну хокейну кар'єру розпочав 1988 року.
1988 року був обраний на драфті НХЛ під 93-м загальним номером командою «Монреаль Канадієнс». 
Протягом професійної клубної ігрової кар'єри, що тривала 19 років, захищав кольори команд «Вестерос», «Монреаль Канадієнс», «Нью-Йорк Рейнджерс», «Піттсбург Пінгвінс», «Бостон Брюїнс» та «Седертельє».
У складі національної збірної Швеції срібний призер чемпіонату світу 1993 року.

## Тренерська робота
23 квітня 2009 Попович став новим головним тренером «Седертельє». У 2011 році, після вильоту клубу до другого дивізіону був змушений покинути клуб та стати асистентом головного тренера команди «Вестерос». 14 квітня 2011 року Петер стає асистентом головного тренера національної збірної Швеції.

## Статистика
| Сезон        | Клуб                 | Ліга            | Регулярний сезон | Регулярний сезон | Регулярний сезон | Регулярний сезон | Регулярний сезон | Плей-оф | Плей-оф | Плей-оф | Плей-оф | Плей-оф |
| Сезон        | Клуб                 | Ліга            | І                | Г                | П                | О                | ШХ               | І       | Г       | П       | О       | ШХ      |
| ------------ | -------------------- | --------------- | ---------------- | ---------------- | ---------------- | ---------------- | ---------------- | ------- | ------- | ------- | ------- | ------- |
| 1988-1989    | «Вестерос»           | Елітсерія       | 22               | 1                | 4                | 5                | 32               |         |         |         |         |         |
| 1989-1990    | «Вестерос»           | Елітсерія       | 30               | 2                | 10               | 12               | 24               | 2       | 0       | 1       | 1       | 2       |
| 1990-1991    | «Вестерос»           | Елітсерія       | 40               | 3                | 2                | 5                | 62               |         |         |         |         |         |
| 1991-1992    | «Вестерос»           | Елітсерія       | 34               | 7                | 10               | 17               | 30               |         |         |         |         |         |
| 1992-1993    | «Вестерос»           | Елітсерія       | 39               | 6                | 12               | 18               | 46               |         |         |         |         |         |
| 1993-1994    | «Монреаль Канадієнс» | НХЛ             | 47               | 2                | 12               | 14               | 26               | 6       | 0       | 1       | 1       | 0       |
| 1994-1995    | «Вестерос»           | Елітсерія       | 11               | 0                | 3                | 3                | 10               | --      | --      | --      | --      | --      |
| 1994-1995    | «Монреаль Канадієнс» | НХЛ             | 33               | 0                | 5                | 5                | 8                | --      | --      | --      | --      | --      |
| 1995-1996    | «Монреаль Канадієнс» | НХЛ             | 76               | 2                | 12               | 14               | 69               | 6       | 0       | 2       | 2       | 4       |
| 1996-1997    | «Монреаль Канадієнс» | НХЛ             | 78               | 1                | 13               | 14               | 32               | 3       | 0       | 0       | 0       | 2       |
| 1997-1998    | «Монреаль Канадієнс» | НХЛ             | 69               | 2                | 6                | 8                | 38               | 10      | 1       | 1       | 2       | 2       |
| 1998-1999    | «Нью-Йорк Рейнджерс» | НХЛ             | 68               | 1                | 4                | 5                | 40               | --      | --      | --      | --      | --      |
| 1999-2000    | «Піттсбург Пінгвінс» | НХЛ             | 54               | 1                | 5                | 6                | 30               | 10      | 0       | 0       | 0       | 10      |
| 2000-2001    | «Бостон Брюїнс»      | НХЛ             | 60               | 1                | 6                | 7                | 48               | --      | --      | --      | --      | --      |
| 2001-2002    | «Седертельє»         | Елітсерія       | 50               | 3                | 18               | 21               | 52               | --      | --      | --      | --      | --      |
| 2002-2003    | «Седертельє»         | Елітсерія       | 50               | 3                | 9                | 12               | 52               | --      | --      | --      | --      | --      |
| 2003-2004    | «Седертельє»         | Елітсерія       | 49               | 1                | 9                | 10               | 61               | --      | --      | --      | --      | --      |
| 2004-2005    | «Седертельє»         | Елітсерія       | 36               | 1                | 4                | 5                | 34               | 10      | 0       | 0       | 0       | 8       |
| 2005-2006    | «Вестерос»           | Другий дивізіон | 34               | 3                | 8                | 11               | 34               |         |         |         |         |         |
| Усього в НХЛ | Усього в НХЛ         | Усього в НХЛ    | 485              | 10               | 63               | 73               | 291              | 35      | 1       | 4       | 5       | 18      |